# Északi szöcskeegér
Az északi szöcskeegér (Sicista betulina) az emlősök (Mammalia) osztályának rágcsálók (Rodentia) rendjébe, ezen belül az ugróegérfélék (Dipodidae) családjába tartozó faj.

## Előfordulása
Az északi szöcskeegér főleg Ázsia területén található meg, de állományai Európa keleti, északi és középső részén is vannak. Ez a Közép-Európában nagyon ritka faj térségünk északi részén helyenként, mindenekelőtt a tűlevelű erdőkben fordul elő, délebbre viszont a hegy- és dombvidék aljnövényzetben gazdag lombos erdeit részesíti előnyben. 1600 méter magasságig fordul elő.

## Megjelenése
Az állat testhossza 5-7 centiméter, farokhossza 8-10,5 centiméter és testtömege 5-13 gramm. Füle 1-1,5 centiméter, koponyája 1,6-1,9 centiméter hosszúságú. Felső állkapcsában 4-4, az alsóban 3-3 gyökeres zápfoga van, melyek rágófelülete gumós. A négy metszőfoggal így fogainak száma 18. Ennek a nagyon apró rágcsálónak jellemzője a hosszú farok (körülbelül másfélszerese a test hosszának), melyet rendszerint magasra emelve hord, és mászkálás közben egyensúlyozásra és támaszként alkalmazza (a szó szoros értelemben azonban nem fogófarok). Ismertetőjele még a háta közepén végigfutó fekete csík, amely a feje tetejétől (szemmagasságból) egészen a farok tövéig nyúlik. Felül szürkésbarna, a hasoldala valamivel világosabb.

## Életmódja
Az északi szöcskeegér túlnyomóan szürkületkor és éjszaka aktív. Nemcsak a földön mozog, gyakran mászik fel gallyakra, bokrokra, a sűrű növényzet között sokat és ügyesen kúszik. Úgy tűnik, különösen kedveli a nyíreseket, innen kapta régebbi nevét is (nyíregér). Alkalmilag az aljnövényzetben gazdag, nedves rétekkel tarkított ligetes területeken is előfordul. Erdei gyümölcsöket (szamóca, áfonya, szeder, málna...) valamint magvakat, esetenként rovarokat is fogyaszt. Gömbölyű nyári fészkét általában a földfelszín felett építi, néha faodúban vagy kis mélyedésekben, a földön. A telet maga ásta lyukban, a föld alatt tölti, ilyenkor testhőmérséklete jelentősen lecsökken. Téli álma októbertől májusig tart. Szaporodása hasonló a többi egérfajéhoz.